# Вторая Бундеслига 2022/2023
Вторая Бундеслига 2022/2023 — 49-й сезон Второй Бундеслиги. Турнир проходил с 15 июля 2022 года по 28 мая 2023 года.

## Изменения по сравнению с предыдущим сезоном
По итогам предыдущего сезона во Вторую Бундеслигу вылетели «Арминия (Билефельд)» и «Гройтер Фюрт». В Бундеслигу вышли победитель Второй Бундеслиги «Шальке 04» и занявший второе место «Вердер».
По итогам предыдущего сезона в Третью лигу вылетели дрезденское «Динамо», «Эрцгебирге» и «Ингольштадт», занявшие с шестнадцатого по восемнадцатое места соответственно. Во Вторую Бундеслигу вышли «Магдебург», «Айнтрахт» из Брауншвейга и «Кайзерслаутерн», занявшие места с первого по третье.
«Гамбург», занявший по итогам прошлого сезона 3-е место, не сумел выйти в Первую Бундеслигу, проиграв в стыковых матчах «Герте», который занял 16-е место в Бундеслиге.

## Клубы-участники
| Команда               | Город          | Стадион                        | Вместимость |
| --------------------- | -------------- | ------------------------------ | ----------- |
| Айнтрахт (Брауншвейг) | Брауншвейг     | «Айнтрахт»                     | 23 325      |
| Арминия (Билефельд)   | Билефельд      | «Шюко-Арена»                   | 27 300      |
| Гамбург               | Гамбург        | «Фолькспаркштадион»            | 57 000      |
| Ганза                 | Росток         | «Остзештадион»                 | 29 000      |
| Ганновер              | Ганновер       | «ХДИ-Арена»                    | 49 000      |
| Гройтер Фюрт          | Фюрт           | «Шпортпарк Ронхоф»             | 16 626      |
| Дармштадт             | Дармштадт      | «Бёлленфалльтор»               | 17 000      |
| Зандхаузен            | Зандхаузен     | «Хардтвалдштадион»             | 15 414      |
| Кайзерслаутерн        | Кайзерслаутерн | «Стадион имени Фрица Вальтера» | 49 780      |
| Карлсруэ              | Карлсруэ       | «Вильдпарк»                    | 29 699      |
| Магдебург             | Магдебург      | «МДЦЦ-Арена»                   | 30 098      |
| Нюрнберг              | Нюрнберг       | «Макс-Морлок-Штадион»          | 49 923      |
| Падерборн             | Падерборн      | «Бентелер-Арена»               | 15 000      |
| Санкт-Паули           | Гамбург        | «Миллернтор»                   | 29 546      |
| Фортуна (Дюссельдорф) | Дюссельдорф    | «Меркур Шпиль-Арена»           | 54 600      |
| Хайденхайм            | Хайденхайм     | «Фойт-Арена»                   | 15 000      |
| Хольштайн             | Киль           | «Хольштайн-Штадион»            | 15 034      |
| Ян                    | Регенсбург     | «Янштадион Регенсбург»         | 15 210      |

## Турнирная таблица

### Таблица
Окончательная таблица
| М  | Команда                 | И  | В  | Н  | П  | Мячи    | ±   | О  | Примечания                  |
| -- | ----------------------- | -- | -- | -- | -- | ------- | --- | -- | --------------------------- |
| 1  | Хайденхайм (Ч, П)       | 34 | 19 | 10 | 5  | 67 − 36 | +31 | 67 | Выход в Бундеслигу          |
| 2  | Дармштадт (П)           | 34 | 20 | 7  | 7  | 50 − 33 | +17 | 67 | Выход в Бундеслигу          |
| 3  | Гамбург (К)             | 34 | 20 | 6  | 8  | 70 − 45 | +25 | 66 | Стыковые матчи на повышение |
| 4  | Фортуна (Дюссельдорф)   | 34 | 17 | 7  | 10 | 60 − 43 | +17 | 58 |                             |
| 5  | Санкт-Паули             | 34 | 16 | 10 | 8  | 55 − 39 | +16 | 58 |                             |
| 6  | Падерборн               | 34 | 16 | 7  | 11 | 68 − 44 | +24 | 55 |                             |
| 7  | Карлсруэ                | 34 | 13 | 7  | 14 | 56 − 53 | +3  | 46 |                             |
| 8  | Хольштайн               | 34 | 12 | 10 | 12 | 58 − 61 | −3  | 46 |                             |
| 9  | Кайзерслаутерн          | 34 | 11 | 12 | 11 | 47 − 48 | −1  | 45 |                             |
| 10 | Ганновер                | 34 | 12 | 8  | 14 | 50 − 55 | −5  | 44 |                             |
| 11 | Магдебург               | 34 | 12 | 7  | 15 | 48 − 55 | −7  | 43 |                             |
| 12 | Гройтер Фюрт            | 34 | 10 | 11 | 13 | 47 − 50 | −3  | 41 |                             |
| 13 | Ганза                   | 34 | 12 | 5  | 17 | 32 − 48 | −16 | 41 |                             |
| 14 | Нюрнберг                | 34 | 10 | 9  | 15 | 32 − 49 | −17 | 39 |                             |
| 15 | Айнтрахт (Брауншвейг)   | 34 | 9  | 9  | 16 | 42 − 59 | −17 | 36 |                             |
| 16 | Арминия (Билефельд) (К) | 34 | 9  | 7  | 18 | 50 − 62 | −12 | 34 | Стыковые матчи на вылет     |
| 17 | Ян Регенсбург (В)       | 34 | 8  | 7  | 19 | 34 − 58 | −24 | 31 | Вылет в Третью лигу         |
| 18 | Зандхаузен (В)          | 34 | 7  | 7  | 20 | 35 − 63 | −28 | 28 | Вылет в Третью лигу         |

(Ч) Чемпион;
(П) Команда вышла в Бундеслигу;
(К) Команда квалифицировалась в стыковые матчи за право выступать в Бундеслиге;
(В) Команда вылетела в Третью Лигу;

## Статистика

### Бомбардиры
| Место | Игрок           | Клуб       | Голы |
| ----- | --------------- | ---------- | ---- |
| 1     | Тим Кляйндинст  | Хайденхайм | 25   |
| 2     | Роберт Глатцель | Гамбург    | 19   |
| 3     | Стивен Скрибски | Хольштайн  | 15   |
| 4     | Давид Ковнацкий | Фортуна    | 14   |
| 4     | Седрик Тойхерт  | Ганновер   | 14   |

### Голевые передачи
| Место | Игрок           | Клуб        | ГП |
| ----- | --------------- | ----------- | -- |
| 1     | Ян-Никлас Бесте | Хайденхайм  | 12 |
| 1     | Марвин Ванитцек | Карлсруэ    | 12 |
| 3     | Жан-Люк Домпе   | Гамбург     | 10 |
| 3     | Леарт Пакярада  | Санкт-Паули | 10 |
| 3     | Фабиан Резе     | Хольштайн   | 10 |

### «Сухие» матчи
| Место | Игрок                  | Клуб        | СМ |
| ----- | ---------------------- | ----------- | -- |
| 1     | Кевин Мюллер           | Хайденхайм  | 15 |
| 2     | Никола Василь          | Санкт-Паули | 12 |
| 2     | Марсель Шуен           | Дармштадт   | 12 |
| 4     | Даниэл Хойер Фернандеш | Гамбург     | 10 |
| 4     | Янник Хут              | Падерборн   | 10 |

## Стыковые матчи

### За право играть в Первой Бундеслиге
Стыковые матчи за право играть в Первой Бундеслиге состоялись 1 и 5 июня 2023 года.
| Команда 1 | Итог | Команда 2 | 1-й матч | 2-й матч |
| --------- | ---- | --------- | -------- | -------- |
| Штутгарт  | 6:1  | Гамбург   | 3:0      | 3:1      |

#### Матчи
Время начала матчей указано по центральноевропейскому летнему времени (UTC+2).
| Штутгарт                                   | 3:0     | Гамбург |
| ------------------------------------------ | ------- | ------- |
| Мавропанос 1′ · Вагноман 51′ · Гирасси 54′ | (отчёт) |         |

| Гамбург    | 1:3     | Штутгарт                             |
| ---------- | ------- | ------------------------------------ |
| Киттель 6′ | (отчёт) | Мийо 48′, 64′ · Катомпа Мвумпа 90+7′ |

«Штутгарт» выиграл 6:1 в сумме двух матчей. Таким образом, «Штутгарт» сохранил место в Первой Бундеслиге, а «Гамбург» остался во Второй Бундеслиге.

### За право играть во Второй Бундеслиге
Стыковые матчи за право играть во Второй Бундеслиге состоялись 2 и 6 июня 2023 года.
| Команда 1 | Итог | Команда 2         | 1-й матч | 2-й матч |
| --------- | ---- | ----------------- | -------- | -------- |
| Веен      | 6:1  | Арминия Билефельд | 4:0      | 2:1      |

#### Матчи
Время начала матчей указано по центральноевропейскому летнему времени (UTC+2).
| Веен                                               | 4:0     | Арминия Билефельд |
| -------------------------------------------------- | ------- | ----------------- |
| Пртаин 6′ · Вурц 50′ · Холлербах 60′ · Айрдейл 82′ | (отчёт) |                   |

| Арминия Билефельд | 1:2     | Веен                 |
| ----------------- | ------- | -------------------- |
| Клос 4′           | (отчёт) | Холлербах 35′, 45+2′ |

«Веен» выиграл 6:1 в сумме двух матчей и вышел во Вторую Бундеслигу. «Арминия» вылетела в Третью Лигу.